# Вагић
Вагић је српско презиме из Далмације. Презиме потиче из села Мокро Поље, код Книнa, а мали број живи у Звјеринцу и Кричкама. Крсна слава Вагића из Кричка је Свети Георгије, а из Мокрог Поља Свети Лука. Данас их највише има у Загребу.